# Смертная казнь в Греции
Смертная казнь в современной Греции осуществлялась с помощью гильотины (до 1913 года) или расстрела. Последний раз смертная казнь применялась в 1972 году во время правления военной хунты, а смертная казнь отменялась поэтапно в период с 1975 по 2005 года.

## История
Казни во время греческой войны за независимость проводились через расстрел, хотя, когда монархия ввела Уголовный кодекс в 1834 году, единственным способом казни стало обезглавливание на гильотине. В 1847 году трудности с предоставлением гильотины для каждой казни вынудили правительство установить расстрел в качестве альтернативного способа казни. Оба будут использоваться до тех пор, пока в 1929 году расстрел не станет единственным средством казни (последняя казнь на гильотине состоялась в 1913 году). В период с 1946 по 1949 год во время Гражданской войны в Греции было казнено более 3000 человек. Последняя казнь состоялась 25 августа 1972 года, когда 27-летний Василис Лимберис был расстрелян за убийство жены, тещи и двоих детей (он сжёг их заживо в собственном доме) на острове Крит.
Смертная казнь была отменена за преступления в мирное время, за исключением государственной измены во время войны, статьей 7 Конституции 1975 года. Ранее три ведущих члена греческой хунты Георгиос Пападопулос, Стилианос Паттакос и Николаос Макарезос были приговорены к смертной казни за мятеж во время судебных процессов над греческой хунтой, но правительство Караманлиса заменило эти приговоры пожизненным заключением.
В 1997 году Греция ратифицировала Второй Факультативный протокол к Международному пакту о гражданских и политических правах, направленный на отмену смертной казни; однако была сделана оговорка, позволяющая применять смертную казнь за наиболее тяжкие преступления, то есть государственную измену, совершенные в военное время. Протокол № 6 к Европейской конвенции по правам человека (ЕКПЧ), предусматривающий отмену смертной казни в мирное время, был ратифицирован в 1998 году.
Греция отменила смертную казнь за все преступления в 2004 году. В 2005 году Греция ратифицировала Протокол № 13 к ЕКПЧ, касающийся отмены смертной казни при любых обстоятельствах.
Партия «Золотая Заря» в 2013 году призвала восстановить смертную казнь для иммигрантов, осужденных за насильственные преступления.